# NGC 3179
NGC 3179 é uma galáxia lenticular (S0) localizada na direcção da constelação de Ursa Major. Possui uma declinação de +41° 06' 53" e uma ascensão recta de 10 horas, 17 minutos e 57,2 segundos.
A galáxia NGC 3179 foi descoberta em 25 de Janeiro de 1851 por William Parsons.